# エストラン (ノルウェー)
| 東部地域の宗教 | 東部地域の宗教 | 東部地域の宗教 | 東部地域の宗教 | 東部地域の宗教 |
| -------------- | -------------- | -------------- | -------------- | -------------- |
| 宗教           |                |                | %              |                |
| キリスト教     | キリスト教     |                | 80.11%         | 80.11%         |
| イスラム教     | イスラム教     |                | 3.25%          | 3.25%          |
| 仏教           | 仏教           |                | 0.35%          | 0.35%          |
| その他         | その他         |                | 16.29%         | 16.29%         |

東部地域（ブークモール：Østlandet/ニーノシュク：Austlandet）は、ノルウェー南東部の地域。

## 概要
- テレマルク県・ブスケルー県・ヘードマルク県・オップラン県・アーケシュフース県・オスロ・西フォル県・東フォル県の8県から成る。
- 東部地域はノルウェーで最も人口の多い地域で、首都で最大都市のオスロを含む。

## 地理
- 中部地域は北と西を山に囲まれ、東にスウェーデン国境が、南にスカゲラク海峡が有る。
- 南部地域との境界は曖昧である。

- Jotunheimen山脈は2469mに達し、グリーンランドを除く北欧の最高点である。
- 最北部のDovrefjell山脈と、リレハンメル北東のRondane山脈も重要である。
- Hardanger台地は西部地域に繋がっている。

- 谷が山脈に深く切込んでいる。
- 主なものは東から西にØsterdal、Gudbrandsdal、Valdres、Hallingdal、Numedalfromが並んでいる。
- Østerdalenは平坦な針葉樹の森に囲まれているが、その他は深く山に切り込んでいる。

- 東部地域の南半分の殆どが松と唐檜属の森に覆われ、谷底で農業が行われている。

- オスロ・フィヨルド周辺と北東部は比較的平坦で、農地が点在する。
- この平地の人口密度が国内最高で、人口の40%がオスロから200km内に住んでいる。
- 多くの島が海岸を外海と隔て、夏には水泳やボートが盛んになる。